# Margit Lagerheim-Romare
Margit Lagerheim-Romare, född 17 januari 1898 i Stockholm, död 26 mars 1962, var en svensk författare,  journalist och visdiktare. 
Margit Lagerheim hade först tänkt sig en framtid som musiker och spelade både piano och violin, men kom så in på journalistbanan och skrev för dagspressen i Stockholm.
Det var som visdiktare hon kom att bli känd. Visor som sjöngs in på grammofon av välkända artister och såldes i stora upplagor. Nämnas kan Annas snäckskrin och Flickan i Marseille. Själv sjöng hon aldrig in något på skiva.
Hon har varit verksam under pseudonymerna Jean de Lara och Marc Laroy.
Margit Lagerheim-Romare var dotter till Gustaf Lagerheim.